# Liste der Wirtschaftsminister von Thüringen
Dieser Artikel enthält eine Liste der Wirtschaftsminister von Thüringen.

## Wirtschaftsminister Thüringen (seit 1920)
| Name                                                            | Amtsantritt                       | Kabinett                  | Partei                  |
| Minister für Wirtschaft                                         | Minister für Wirtschaft           | Minister für Wirtschaft   | Minister für Wirtschaft |
| --------------------------------------------------------------- | --------------------------------- | ------------------------- | ----------------------- |
| August Frölich                                                  | 10. November 1920 7. Oktober 1921 | Paulssen I Frölich I      | SPD                     |
| Albin Tenner                                                    | 16. Oktober 1923                  | Frölich II                | SPD                     |
| Georg Sattler                                                   | 21. Februar 1924                  | Leutheußer I              | DNVP                    |
| Arnold Paulssen                                                 | 30. April 1927 6. November 1928   | Leutheußer II Paulssen II | DDP                     |
| Wilhelm Kästner                                                 | 23. Januar 1930                   | Baum                      | WP                      |
| Willy Marschler                                                 | 26. August 1932 8. Mai 1933       | Sauckel Marschler         | NSDAP                   |
| Regierungsdirektor für Industrie, Handel und Gewerbe            |                                   |                           |                         |
| Alphons Gaertner                                                | 9. Juni 1945                      | Brill                     | DP                      |
| Landesdirektor für Wirtschaft                                   |                                   |                           |                         |
| Georg Appell                                                    | 16. Juli 1945                     | Paul I                    | SPD/SED                 |
| Minister für Wirtschaft, Arbeit und Verkehr                     |                                   |                           |                         |
| Georg Appell                                                    | 4. Dezember 1946                  | Paul II                   | SED                     |
| Minister für Wirtschaft                                         |                                   |                           |                         |
| Willy Hüttenrauch                                               | 9. Oktober 1947                   | Eggerath I                | SED                     |
| Minister für Industrie und Aufbau                               |                                   |                           |                         |
| Herbert Strampfer                                               | 25. November 1950                 | Eggerath II               | SED                     |
| Minister für Wirtschaft und Arbeit                              |                                   |                           |                         |
| Herbert Strampfer                                               | 2. Mai 1951                       | Eggerath II               | SED                     |
| Von 1952 bis 1990 existierte kein Land Thüringen                |                                   |                           |                         |
| Minister für Wirtschaft und Technik                             |                                   |                           |                         |
| Hans-Jürgen Schultz                                             | 8. November 1990                  | Duchač                    | FDP                     |
| Jürgen Bohn                                                     | 7. November 1991                  | Duchač                    | FDP                     |
| Minister für Wirtschaft und Verkehr                             |                                   |                           |                         |
| Jürgen Bohn                                                     | 11. Februar 1992                  | Vogel I                   | FDP                     |
| Minister für Wirtschaft und Infrastruktur                       |                                   |                           |                         |
| Franz Schuster                                                  | 30. November 1994                 | Vogel II                  | CDU                     |
| Minister für Wirtschaft, Arbeit und Infrastruktur               |                                   |                           |                         |
| Franz Schuster                                                  | 1. Oktober 1999                   | Vogel III                 | CDU                     |
| Jürgen Reinholz                                                 | 5. Juni 2003                      | Althaus I                 | CDU                     |
| Minister für Wirtschaft, Technologie und Arbeit                 |                                   |                           |                         |
| Jürgen Reinholz                                                 | 8. Juli 2004                      | Althaus II                | CDU                     |
| Minister für Wirtschaft, Arbeit und Technologie                 |                                   |                           |                         |
| Matthias Machnig                                                | 4. November 2009                  | Lieberknecht              | SPD                     |
| Uwe Höhn                                                        | 18. Dezember 2013                 | Lieberknecht              | SPD                     |
| Minister für Wirtschaft, Wissenschaft und Digitale Gesellschaft |                                   |                           |                         |
| Wolfgang Tiefensee                                              | 5. Dezember 2014                  | Ramelow I                 | SPD                     |
| Valentina Kerst (kommissarisch)                                 | 5. Februar 2020                   | Kemmerich                 | SPD                     |
| Wolfgang Tiefensee                                              | 4. März 2020                      | Ramelow II                | SPD                     |
| Minister für Wirtschaft, Landwirtschaft und Ländlichen Raum     |                                   |                           |                         |
| Colette Boos-John                                               | 13. Dezember 2024                 | Voigt                     | CDU                     |